# Турдієв Ділшод Шермахаммадович
Ділшод Шермахаммадович Турдієв (нар. 19 жовтня 1991, Фергана, Ферганська область, Узбецька РСР, СРСР) — узбецький борець греко-римського стилю, срібний та бронзовий призер чемпіонатів Азії, срібний призер Азійських ігор, учасник Олімпійських ігор.

## Життєпис
Боротьбою почав займатися з 2002 року. У 2008 році став чемпіоном Азії серед кадетів, а у 2011 — срібним призером чемпіонату Азії серед юніорів.
У першій збірній Узбекистану з 2010 року. Виступає за спортивний клуб «Динамо», Ташкент. Тренер — Кахрамон Ібрагімов.
У 2010—2014 роках — студент Державного інституту фізичної культури.

## Спортивні результати на міжнародних змаганнях

### Виступи на Олімпіадах
| Змагання                    | Збірна     | Вагова категорія                 | Місце |
| --------------------------- | ---------- | -------------------------------- | ----- |
| Літні Олімпійські ігри 2016 | Узбекистан | греко-римська боротьба, до 75 кг | 14    |

### Виступи на Чемпіонатах світу
| Змагання                        | Збірна     | Вагова категорія                 | Місце |
| ------------------------------- | ---------- | -------------------------------- | ----- |
| Чемпіонат світу з боротьби 2014 | Узбекистан | греко-римська боротьба, до 71 кг | 13    |

### Виступи на Чемпіонатах Азії
| Змагання                       | Збірна     | Вагова категорія                 | Місце  |
| ------------------------------ | ---------- | -------------------------------- | ------ |
| Чемпіонат Азії з боротьби 2014 | Узбекистан | греко-римська боротьба, до 71 кг | 7      |
| Чемпіонат Азії з боротьби 2015 | Узбекистан | греко-римська боротьба, до 75 кг | Бронза |
| Чемпіонат Азії з боротьби 2016 | Узбекистан | греко-римська боротьба, до 75 кг | Срібло |
| Чемпіонат Азії з боротьби 2017 | Узбекистан | греко-римська боротьба, до 75 кг | 8      |

### Виступи на Азійських іграх
| Змагання           | Збірна     | Вагова категорія                 | Місце  |
| ------------------ | ---------- | -------------------------------- | ------ |
| Азійські ігри 2014 | Узбекистан | греко-римська боротьба, до 71 кг | Срібло |

### Виступи на інших змаганнях
| Змагання                                                      | Збірна     | Вагова категорія                 | Місце  |
| ------------------------------------------------------------- | ---------- | -------------------------------- | ------ |
| Олімпійський кваліфікаційний турнір з боротьби 2012 (Тайюань) | Узбекистан | греко-римська боротьба, до 66 кг |        |
| Кубок Президента Казахстану з боротьби 2012                   | Узбекистан | греко-римська боротьба, до 74 кг | 18     |
| Турнір Вехбі Емре 2013                                        | Узбекистан | греко-римська боротьба, до 74 кг | 16     |
| Турнір Івана Піддубного 2014                                  | Узбекистан | греко-римська боротьба, до 71 кг | 11     |
| Турнір Вехбі Емре 2014                                        | Узбекистан | греко-римська боротьба, до 71 кг | 9      |
| Меморіал Олега Караваєва 2014                                 | Узбекистан | греко-римська боротьба, до 75 кг | 5      |
| Турнір Вехбі Емре і Гаміта Каплана 2015                       | Узбекистан | греко-римська боротьба, до 75 кг | 16     |
| Кубок Президента Казахстану з боротьби 2015                   | Узбекистан | греко-римська боротьба, до 75 кг | Бронза |
| Золотий Гран-прі з боротьби 2015                              | Узбекистан | греко-римська боротьба, до 75 кг | 12     |
| Олімпійський кваліфікаційний турнір з боротьби 2016 (Астана)  | Узбекистан | греко-римська боротьба, до 75 кг | Срібло |
| Кубок Владислава Пітласинські 2016                            | Узбекистан | греко-римська боротьба, до 75 кг | 13     |
| Меморіал Болата Турлиханова 2016                              | Узбекистан | греко-римська боротьба, до 75 кг | 11     |
| Турнір Івана Піддубного 2017                                  | Узбекистан | греко-римська боротьба, до 75 кг | 8      |
| Турнір Г. Картозія і В. Балавадзе 2018                        | Узбекистан | греко-римська боротьба, до 77 кг | 15     |

### Виступи на змаганнях молодших вікових груп
| Змагання                                                 | Збірна     | Вагова категорія                 | Місце  |
| -------------------------------------------------------- | ---------- | -------------------------------- | ------ |
| Чемпіонат Азії з боротьби серед кадетів 2008             | Узбекистан | греко-римська боротьба, до 69 кг | Золото |
| Кубок Федерації боротьби Азербайджану серед юніорів 2009 | Узбекистан | греко-римська боротьба, до 74 кг | Срібло |
| Чемпіонат Азії з боротьби серед юніорів 2009             | Узбекистан | греко-римська боротьба, до 74 кг | 7      |
| Чемпіонат Азії з боротьби серед юніорів 2011             | Узбекистан | греко-римська боротьба, до 74 кг | Срібло |
| Чемпіонат світу з боротьби серед юніорів 2011            | Узбекистан | греко-римська боротьба, до 74 кг | 23     |